# GarageBand
GarageBand is een computerprogramma ontwikkeld door Apple waarmee muziek gecomponeerd kan worden. Het werd gepresenteerd op 6 januari 2004. 
Het programma bevat verschillende samples van instrumenten, die achter elkaar kunnen worden geplaatst op meerdere sporen. GarageBand kan gezien worden als een eenvoudige vorm van het professionele Logic. Het programma maakt deel uit van het softwarepakket iLife.

## Functies
GarageBand beschikt over een virtueel keyboard. Hiermee kan men door middel van het toetsenbord muziekinstrumenten bespelen.

## iOS-versie
Op 2 maart 2011 werd de iPad-versie van GarageBand aangekondigd. De functies komen redelijk overeen met de macOS-versie, zo bevat de app keyboards, drumstellen, een sampler en verschillende Smart-instrumenten. Nummers kunnen worden verzonden via e-mail of naar een iTunes-bibliotheek.
Op 1 november 2011 kwam versie 1.1 uit, deze voegde ondersteuning toe voor de iPhone en iPod Touch. Gebruikers kunnen nu aangepaste akkoorden voor Smart-instrumenten aanmaken. Nummers kunnen nu worden geëxporteerd als AAC- of als AIFF-bestand.
Versie 1.2 van de app kwam beschikbaar op 7 maart 2012, met ondersteuning voor de derde generatie iPad. De app bevat nu de mogelijkheid om een virtueel orkest aan te sturen. Ook zijn synthesizers nu beschikbaar in het Smart-instrumenten. Ook in deze versie werden er nieuwe deel-mogelijkheden toegevoegd: Facebook, YouTube, SoundCloud en iCloud zijn vanaf nu beschikbaar. Ook kunnen nu vier iOS-apparaten met elkaar een jamsessie houden.
Tegelijkertijd met iOS 6 werd 1.3 op 19 september 2012 uitgebracht. Muziek uit een bibliotheek kan nu worden geïmporteerd. Het maken van ringtones en de mogelijkheid om de app draaiende te houden op de achtergrond zijn nieuw in deze versie.
Versie 1.4 kwam uit op 20 maart 2013. Deze voegt ondersteuning toe voor de app Audiobus.